# Richard Leach Maddox
Richard Leach Maddox (ur. 1816, zm. 1902) – brytyjski lekarz i wynalazca.
Zajmował się techniką fotograficzną. W 1871, stosując zawiesinę bromku srebra w żelatynie, wynalazł technikę bromo-żelatynową i pierwszą suchą kliszę fotograficzną. Warstwa żelatynowa umożliwiła wcześniejsze przygotowanie kliszy i skrócenie czasu naświetlania klisz. Wynalazek ten umożliwił powstanie pierwszych fabryk materiałów fotograficznych.